# دریک فیورس
دریک فیورس (انگلیسی: Derrick Favors؛ زادهٔ ۱۵ ژوئیهٔ ۱۹۹۱) یک بازیکن بسکتبال اهل ایالات متحده آمریکا است.
از باشگاه‌هایی که در آن بازی کرده‌است می‌توان به بروکلین نتس و یوتا جاز اشاره کرد.